# Xanthophyllum sulphureum
Espèce
Classification phylogénétique
Statut de conservation UICN

 VU  : Vulnérable
Xanthophyllum sulphureum est une espèce de plantes à fleurs du genre Xanthophyllum et de la famille des Polygalaceae.